# Zwols

Kaart van de gemeente Zwolle (2022) waar het Zwols omstreeks 1960 gesproken werd

Zwols is het stadsdialect van de Overijsselse hoofdstad Zwolle. Het Zwols is een Sallands dialect en hoort dan ook bij het Nedersaksisch, de verzamelnaam voor de verwante streektalen van Noord- en Oost-Nederland en Noord-Duitsland.

## Geschiedenis
Over de taal van Zwolle in de vroege middeleeuwen is weinig bekend. Volgens Heeroma kwam er een zekere frankiseringsgolf (Zuidtaal) op gang die noordelijke (Noordtaal, Ingweoonse) kenmerken verdrong. Deze golf zou vanuit het zuiden opgekomen zijn. Middeleeuwse teksten vertonen op zijn best lokale kleuring van de geschreven taal.
In de Hoge- en Late middeleeuwen treden er dan vanaf ongeveer 1200 vanuit het oosten Westfaalse kenmerken op in Oost-Nederland. Zowel Heeroma als Entjes spreken van een Westfalisering van Oost-Nederland, Kloeke zet daar vraagtekens bij. Bloemhoff noemt deze Westfaalse expansie een interne ontwikkeling. Het is onduidelijk hoever deze Westfaalse expansie gekomen is en in hoeverre het Zwols hierdoor beïnvloed werd. Waarschijnlijk hebben de Westfaalse brekingsdiftongen Zwolle bereikt, mogelijk zelfs tot over de IJssel. De korte e in bijvoorbeeld leppel, nu oostelijk van Zwolle voorkomend, lijkt inderdaad op een brekingsdiftong terug te voeren. Ook in Zwolle kwam deze klank voor en in de 18e eeuw nog in Kampen. De ä in de plaatsnaam Gällemuden is waarschijnlijk ook op de Westfaalse breking terug te voeren evenals de ää in määl die zich in de Stellingwerven tot ae heeft ontwikkeld. Hiermee lijkt de Westfaalse breking waarschijnlijk in ieder geval tot in het westen van Salland, Zuidwest-Drenthe en de Stellingwerven aanwezig te zijn geweest. Kloeke houdt de mogelijkheid open dat het westen van Overijssel nooit een brekingsdiftong gehad heeft en de klinkers hier kort zijn gebleven en later gerekt. Het is minder waarschijnlijk dat de Westfaalse diftongen ei, ou en ui/öi Zwolle bereikt hebben. Voor Deventer zou dit bewijs opgevoerd kunnen worden door het (vroegere) karakter van de klinkers in zeen, good en greun. In dat geval zouden de eerder beschreven Westfaalse diftongen ei, ou en ui/öi in ieder geval de IJssel bereikt hebben. Verscheidene woorden gelinkt aan de Westfaalse expansie komen inderdaad tot in Zwolle en westelijker voor. De eenheidspluralis op -t komt in Zwolle enkel voor in het werkwoord zijn. Zwolle ligt op de isoglosse. Dit kenmerk wijst op Middeleeuwse samenhang met het Nedersaksische gebied aan de andere kant van de grens, alhoewel ook betwist.
Vanaf de 17e eeuw nam vervolgens de Hollands-(Standaard)Nederlandse invloed toe, zoals onder andere beschreven door Kloeke (Hollandse expansie). Vanaf het midden van de 20e eeuw werd het Zwols minder aan kinderen doorgegeven en ontstond regiolectisering.

## Klankinventaris
|                 | Vooraan  | Vooraan | Vooraan | Vooraan | Midden | Achter | Achter |
| ongerond        | ongerond | gerond  | gerond  |         | Midden | Achter | Achter |
| kort            | lang     | kort    | lang    | kort    | Midden | lang   |        |
| --------------- | -------- | ------- | ------- | ------- | ------ | ------ | ------ |
| Gesloten        | i        | i:      | y       | y:      |        | u      | u:     |
| Gesloten midden | ɪ        | e:      | ʏ       | øː      | ə      | ʊ      | oː     |
| Open midden     | ɛ        | ɛ:      | œ       | œ:      | ə      | ɔ      | ɔː     |
| Open            | æ        | æː      |         |         |        | ɑ      | ɑː     |

2.^ Iets opener en lager dan de korte variant
3.^ Meer palataal dan de korte variant, eerder [ä:] of [a:]
- [i:], [y:] en [u:] zijn voor een /r/ en stemhebbende fricatieven overlang
- [ɪ], [æ] en [œ] zijn voor een /r/ lager en meer gecentraliseerd
- [e:], [ø:] en [o:] zijn voor een /r/ iets lager
- [æ:] is voor een /r/ hoger, heel dicht bij de [ɛ:]

Elke klinker kan voor een medeklinker komen te staan, behalve [i], [y], [u], [ʏ], [ʊ], [ɔ], [ɛ], [ɑ], [ɔ:] en [ɑ:] voor een /r/. Uitzonderingen zijn leenwoorden uit het Nederlands zoals wirwar en firma. Van de korte klinkers kunnen enkel [æ] en [œ] voor een /r/ komen te staan. Dit is gelinkt aan de uvulare brouw r in het Zwols.
De klemtoon is primair of secundair. In [i], [ɪ] en [ʊ] komen voor in lettergrepen zonder klemtoon, [ə] enkel in lettergrepen zonder klemtoon. [ə] kan zowel voor als na een klemtoon voorkomen, bijvoorbeeld [əˈdɔ̃:n] en [ˈlipə]. De [ə] is na een sonorant heel zwak en komt verder vaak voor tussen een /l/ en /r/ en een labiaal of velaar.

## Kenmerken
Het Zwols kent een klinkersysteem met 22 klinkers. Kenmerkend voor het Zwols is de wegval van de h (wat ook in omringende gebieden voorkomt, tot in het Urkers) en de brouwende (Franse) uitspraak van de r ([ʀ]) (typisch voor stadsdialecten, komt verder onder andere voor in het Kampers, Steenwijks, Deventers en Zutphens, maar ook in IJsselmuiden). Het Nedersaksische woord bri'jbek betekent iemand die de "r" brouwt. Dit is/was dan ook een scheldwoord voor Zwollenaren: zo werden zij in de omliggende dorpen gestigmatiseerd. De ao voor een /r/ ([ɔː]) is hierdoor waarschijnlijk veranderd in een öö ([œː]). In woorden als pöörs, wöör en ärm klinkt de /r/ ongeveer als [ʁ]. In Steenwijk en IJsselmuiden is de ao voor een /r/ overigens een ao gebleven.

Samen met de rest van West-Overijssel heeft het Zwols in tegenstelling tot de rest van het Sallands geen eenheidsmeervoud (Zwolle ligt op de lijn), behalve voor Zwolle in het werkwoord zijn. In het Zwols is het dus wi'j bint, en niet wi'j binnen, maar bijvoorbeeld wel wi'j lopen. Een ander kenmerk van het Zwols is de gerekte ea (ook als ae, èè of è geschreven) in bepaalde woorden waar het Nederlands en sommige andere Nedersaksische dialecten een lange ee hebben. Voorbeelden zijn geaven, eaten en leaven. Verder naar het oosten is hier een korte klank te horen; etten. Eenzelfde verschijnsel is waarneembaar in woorden als götte (in Zwolle kort) en baoter (gerekt). Aan het einde van de negentiende eeuw werden zowel etten als eaten bij afwisseling gebruikt, waarbij de lagere klassen een voorkeur had voor etten en de hogere klasse voor eaten. Dit gold onder andere ook voor lepel (leapel en leppel) en peper (peaper en pepper). In een rijmsel van eind 18e eeuw kwamen de korte klinkers in bepaalde woorden nog voor: etten, leppel en vergetten. Daar zijn nu dus gerekte klinkers te horen. Opvallend was daarnaast het verschil van het gebruik van lange en gerekte klinkers tussen protestanten en katholieken. Protestanten gebruikten de lange klinkers (ketel) waar de katholieken de gerekte klinkers gebruikten (keatel). Er was dus een hoorbaar verschil tussen de twee geloofsgroepen. Kloeke vermelde in 1931 dat de gerekte klinker te horen was in de woorden peper en ketel. Daarnaast waren relicten te hoorden in het woord peppernötte en van keteltje in een Sint-Jansrijmpje:
Däor kümp Sint Jan
Däor kümp Sint Jan
Däor kümp Sint Jan

Met et ketteltin an
Het Zwols heeft net zoals bijvoorbeeld bij het Zutphens de sk in anlaut behouden waar het platteland over het algemeen sch heeft, maar lang niet altijd. Over het algemeen komt de sk in anlaut wel voor in Noord-Overijssel. Dit verschijnsel was eind 19e eeuw al op zijn retour in de hogere kringen. Het Zwolse voornaamwoord voor jij, oe, klonk enkele eeuwen geleden nog als ow, zo ook eind 18e eeuw.
Reeds voor het midden van de 19e eeuw was de lange ee ([e:]) in woorden als geen, eens, breef veranderd in een lange ie ([i:]). De ontwikkeling daarna is richting een korte ie. Hetzelfde verloop is te zien bij woorden waar vroeger een oo ([o:]) waarneembaar was die veranderd is in een lange oe [(u:]). De verkorting van /y:/ naar /y/ is (nog) niet productief.
Volgens Johan Winkler hebben alle Zwollenaren de gewoonte om 'sleepende en een weinig temerig te spreken. De lange klinkers en de tweeklanken worden door hen zoo lang mogelijk uitgerekt en aangehouden'. Voor de hogere stand werd benoemd dat er zeer veel uit het Hollands is ontleend en dat de eigenaardigheden van het Zwols bij hun verdwenen zijn.
Een Zwols sjibbolet is: Eb ie wel iens een dodde op een liekelatte zien tuksen? Een dodde is een jonge spreeuw, een liekelatte een liniaal en tuksen betekent springen.
In 1958 verscheen in Language, het meest gezaghebbende tijdschrift in de taalwetenschap, Phonemics of the Zwolle Dialect: Synchronic and Diachronics, geschreven door William Z. Shetter. Dit werd geschreven nadat Shetter door G.G. Kloeke werd meegenomen naar Zwolle.

## Verschillen binnen het Zwols
Er bestaan verschillen in het Zwols zelf, alhoewel die verschillen wel minder worden. Tot voor kort bestond er in de stad Zwolle het Binnenstads-Zwols, het Assendorps, het Diezerpoorts en het Kamperpoorts. Van al deze vormen is het Binnenstads-Zwols het oudst, daarnaast wordt het Binnenstads-Zwols als wat deftiger beschouwd dan de andere vormen. Het Kamperpoorts lijkt het minst op het Binnenstad-Zwols en het Diezerpoorts het meest. Het Kamperpoorts deelt bepaalde kenmerken met het Kampers, waarvan bepaalde lange klinkers een voorbeeld zijn. Door sommige Zwollenaren wordt het Kamperpoorts als 'platter' beschouwd.
Noot: schriftelijk materiaal uit de periode 1978-1981 en recent materiaal van de Binnenstad. Deze verschillen zijn nu grotendeels verdwenen.
| Binnenstads-Zwols | Diezerpoorts  | Assendorps   | Kamperpoorts | Nederlands    |
| ----------------- | ------------- | ------------ | ------------ | ------------- |
| skuum             | skoem         | skuum        | skuum        | schuim        |
| rieden            | riejen        | rieden       | riejen       | rijden        |
| snieden           | sniejen       | snieden      | sniejen      | snijden       |
| traploper         | (trap)loper   | (trap)leuper | (trap)leuper | (trap)loper   |
| zommer            | zommer        | zomer        | zommer       | zomer         |
| wègen             | wègen         | wègen        | wegen        | wegen         |
| liepen            | liepen        | liepen       | skreien      | huilen        |
| snee              | snee          | sneej        | sneeuw       | sneeuw        |
| spook             | spoek         | spook        | spoek        | spook         |
| eugte             | eugte         | oogte        | eugte        | hoogte        |
| eufdkeze          | eufdkeze      | oofdkeze     | oofdkeze     | hoofdkaas     |
| greuts            | greuts        | groots       | groots       | trots         |
| bukkem            | bukkem        | bokkem       | bukkem       | bokking       |
| oning             | önnig, önning | onig         | oning        | honing        |
| slöttel           | slöttel       | slöttel      | sleutel      | sleutel       |
| götte             | götte         | götte        | geute        | goot          |
| vaert             | vöört         | vöört        | vaert        | vaart (water) |
| aer               | aer           | öre          | aor          | aar           |
| blöre             | blöör         | blöre        | blaor        | blaar         |
| göör              | gaer          | göör         | gaer         | gaar          |
| zwepe             | zweppe        | zweppe       | zwepe        | zweep         |

## Ontwikkeling verscheidene klanken
| Woord                  | Uitspraak         | Uitspraak   | Uitspraak   | Uitspraak   | Uitspraak              | Uitspraak   | Uitspraak   | Uitspraak              | Uitspraak   | Uitspraak  | Uitspraak   | Uitspraak   |
| Woord                  | Onbekend/< 1840   | < 1840      | 1840-1850   | < 1850      | Eerste helft 19e eeuw? | 1860        | 1870-1875   | 1875 - 1900            | > 1900      | > 1900?    | > 1950      | 1950-1970   |
| ---------------------- | ----------------- | ----------- | ----------- | ----------- | ---------------------- | ----------- | ----------- | ---------------------- | ----------- | ---------- | ----------- | ----------- |
| Zien, brief, staat     |                   |             |             | /e:/ > /i:/ |                        |             |             |                        |             | /i:/ > /i/ |             |             |
| Vrij, blij, nieuw      |                   | /i:/ > /ɪi/ |             |             |                        |             |             |                        |             |            |             |             |
| Mij, wij, bij          |                   |             | /i:/ > /ɪi/ |             |                        |             |             |                        |             |            |             |             |
| Hij                    |                   |             |             |             |                        |             |             | /i:/ > /ɪi/ (?) > /ɛi/ |             |            | /ɛi/        | /ɛi/        |
| Zij                    |                   |             |             |             |                        |             |             |                        |             |            | /i:/ > /ɪi/ | /i:/ > /ɪi/ |
| Jij                    |                   |             |             |             |                        |             |             | /ɪi/ > /i:/            |             |            | /i:/        | /i:/        |
| Bloeien, groen, zoeken |                   |             |             |             |                        | /ø:/ > /y:/ |             |                        |             |            |             |             |
| Waar, jaar             |                   |             |             |             |                        |             | /ɔ:/ > /œ:/ |                        |             |            |             |             |
| Kort, dorst            |                   |             |             |             |                        |             |             |                        |             | /ɔ/ > /œ/  |             |             |
| Dwars, hard, werk      |                   |             |             |             | /ɑ/ > /æ/              |             |             |                        |             |            |             |             |
| Vlieger, niet          |                   |             |             | /e:/ > /i:/ |                        |             |             |                        |             | /i:/ > /i/ |             |             |
| Doen, moeder           | /o:/ > /u:/       |             |             |             |                        |             |             |                        |             | /u:/ > /u  |             |             |
| Scheren, tegen         |                   |             |             |             |                        |             |             |                        | /ɛ:/ > /e:/ |            |             |             |
| Kolen                  | /ɔ/ > /ɔ:/ > /o:/ |             |             |             |                        |             |             |                        |             |            |             |             |
| Wonen                  | /o/ > /o:/        |             |             |             |                        |             |             |                        |             |            |             |             |
| Leunen                 | /œ/ > /ø:/        |             |             |             |                        |             |             |                        |             |            |             |             |
| Deel                   | /ɛ/ > /ɛ:/        |             |             |             |                        |             |             |                        |             |            |             |             |
| Veen                   | /ɛ/ > /ɛ:/ > /e:/ |             |             |             |                        |             |             |                        |             |            |             |             |

|           | 2e pers. enk. subj. (jij) | 3e pers. enk. subj. (hij) |
| --------- | ------------------------- | ------------------------- |
| 1850      | i'j                       | ie                        |
| 1875      | i'j/ie                    | ie/i'j                    |
| 1900      | i'j/ie                    | ie/ij                     |
| 1950-1970 | ie                        | ij                        |

Rond het midden van de 20e eeuw bestonden er nog relicten van de vorm i'j voor ie.

## Verspreiding
De verspreiding van het Zwols is strikt beperkt tot de stad zelf. Volgens de Taaltelling Nedersaksisch van het Nedersaksisch Instituut (2005) zei eind 2002 61% van de ondervraagde mensen in Zwolle, Deventer en Kampen het eigen stadsdialect te kunnen spreken. William Shetter vermeldde in 1958 een sprekersaantal van 30.000 voor intieme situaties.
Zwols wordt vooral gesproken in de oudere wijken van Zwolle zoals Assendorp, de Pierik, Kamperpoort en de Zeeheldenbuurt in de Wipstrik. Kamperpoort heeft zijn eigen sociolect; het Kamperpoorts is zeer informeel en kenmerkt zich door een grote invloed van het Bargoens. Een voorbeeld: Ze ef een bos olt veur de deure - Ze heeft een bos hout voor de deur - Ze heeft grote borsten. Uitdrukkingen als deze komen uiteraard elders ook voor, maar worden meestal als typerend gezien voor dit soort sociolecten, waar ze vaker gebruikt worden.

## Zwols als cultuurtaal
Het Zwolse stadsdialect wordt voornamelijk gesproken, al zijn er publicaties in het Zwols. Voor de streektaal van West-Overijssel, waaronder het Zwols, heeft het streekkenniscentrum de IJsselacademie spellingsrichtlijnen ontworpen.
De IJsselacademie gaf in november 2009 na tien jaar werk een uitputtend Zwols woordenboek uit, Op zien Zwols: Woordenboek van de Zwolse taal. Ook organiseert het instituut het Groot Zwols Taaldictee en de cursus Zwolse taal en cultuur.
Er wordt ook in het Zwols gezongen, veelal over bekende Zwollenaren of bekende plaatsen in Zwolle. Een zangeres die het Zwols in carnavaleske sfeer gebruikt is Tante Kippe. Jazzmuzikant Bert Vrieling zingt mede in het Zwols.